# Dentalium
Dentalium är ett släkte av blötdjur som beskrevs av Carl von Linné 1758. Dentalium ingår i familjen Dentaliidae.

## Bildgalleri

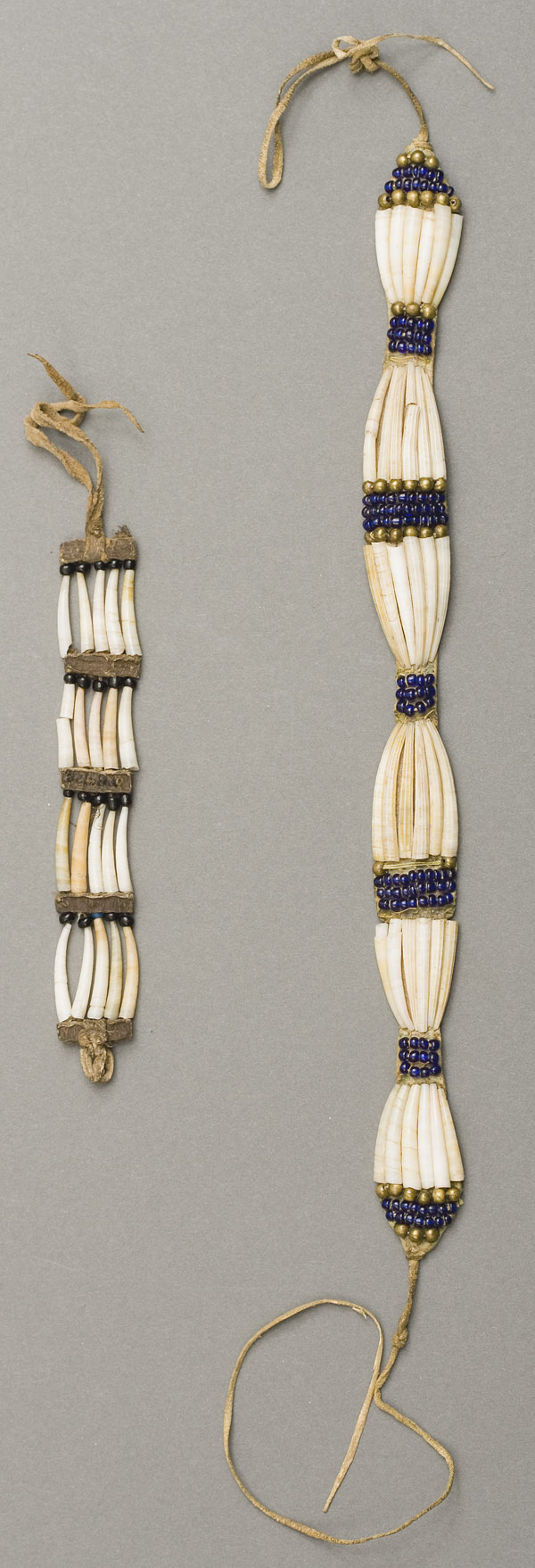
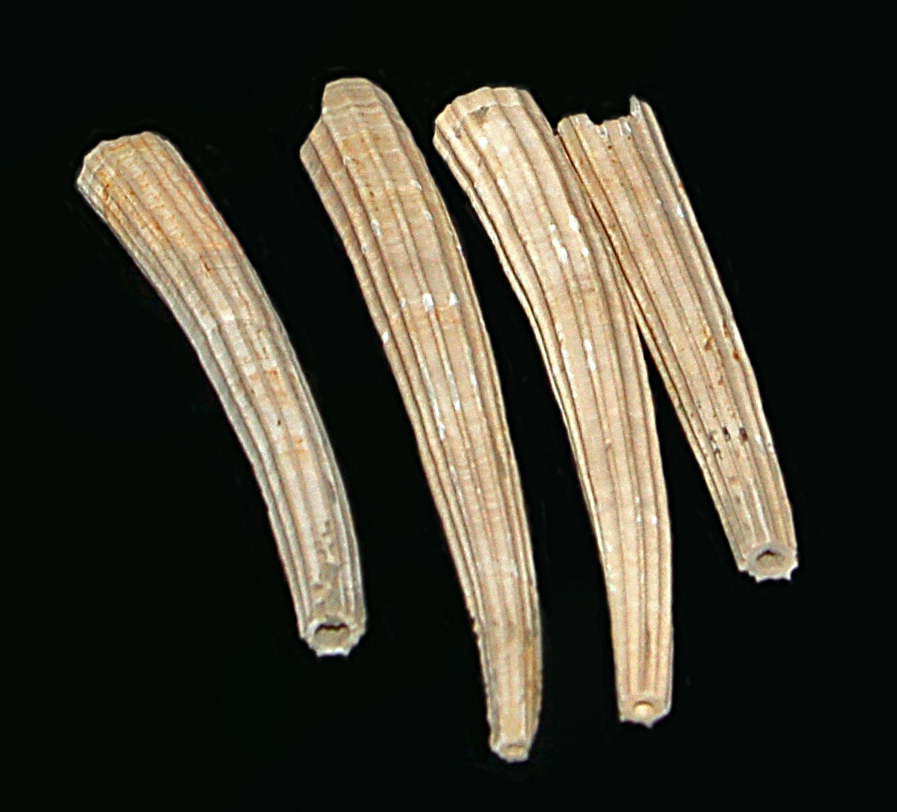

## Dottertaxa tillsläktetDentalium, i alfabetisk ordning[1][2]
- Antalis occidentalis
- Dentalium acicula
- Dentalium adenense
- Dentalium agassizi
- Dentalium aprinum
- Dentalium austini
- Dentalium bisexangulatum
- Dentalium buccinulum
- Dentalium burtonae
- Dentalium caledonicum
- Dentalium cheverti
- Dentalium collinsae
- Dentalium congoensis
- Dentalium cookei
- Dentalium crosnieri
- Dentalium curtum
- Dentalium dacostianum
- Dentalium decemcostatum
- Dentalium deforgesi
- Dentalium elephantinum
- Dentalium eupatrides
- Dentalium exmouthensis
- Dentalium filosum
- Dentalium garrardi
- Dentalium goftoni
- Dentalium grahami
- Dentalium healyi
- Dentalium hedleyi
- Dentalium hillae
- Dentalium hyperhemileuron
- Dentalium invalidum
- Dentalium javanum
- Dentalium jeanae
- Dentalium jelli
- Dentalium katchekense
- Dentalium kathwayae
- Dentalium kessneri
- Dentalium laqueatum
- Dentalium lessoni
- Dentalium letsonae
- Dentalium leucoryx
- Dentalium lochi
- Dentalium majorinum
- Dentalium mannarense
- Dentalium mediopacificensis
- Dentalium michelottii
- Dentalium neohexagonum
- Dentalium obscurum
- Dentalium obtusum
- Dentalium octangulatum
- Dentalium oerstedii
- Dentalium oryx
- Dentalium peitaihoensis
- Dentalium pluricostatum
- Dentalium potteri
- Dentalium reevei
- Dentalium regulare
- Dentalium robustum
- Dentalium rowei
- Dentalium scarabinoi
- Dentalium strigatum
- Dentalium stumkatae
- Dentalium tomlini
- Dentalium vallicolens
- Dentalium variabile
- Dentalium wellsi
- Dentalium woolacottae